# Nguyên Khanh
Nguyễn Khánh (né le 8 novembre 1927 à Trà Vinh dans le delta du Mékong et mort le 11 janvier 2013 à San José en Californie) est un militaire et homme d'État vietnamien. Commandant en chef de l'Armée de la république du Viêt Nam (ARVN), il exerce le pouvoir au Sud Viêt Nam en 1964-1965 en tant que principal dirigeant de la junte militaire après l'assassinat du président Ngô Đình Diệm. Il est en alternance chef de l'État et Premier ministre en 1964, mais finit par être évincé et contraint à l'exil au début de 1965.

## Biographie

### Carrière militaire
En 1946, il est diplômé de l'Académie militaire française de Saint-Cyr en France. Il intègre l'Armée nationale vietnamienne avec le rang de lieutenant. À la suite de la partition du Viêt Nam, Khanh est désigné chef de la Force aérienne vietnamienne par le président Ngô Đình Diệm. Promu au rang de colonel en 1956 – 57, il commande la 1re division d'infanterie stationnée au niveau du 17e parallèle.
Il est général, commandant en chef de l'Armée de la république du Viêt Nam (ARVN) et ambassadeur. Il prend le pouvoir par un coup d'État le 30 janvier 1964 déposant Dương Văn Minh avant d'être renversé à son tour le 12 octobre de la même année puis s'exile en France.

### Vie en exil
En 1965, il s'exile en France. Il émigre avec sa famille aux États-Unis en 1977. Il travaille pour DSC Communications Corp au Texas, puis pour Global Development Group Inc à San Francisco, Aeroservicios Ltd au Honduras, Global Economic Support Inc en Californie et pour d'autres entreprises privées américano-vietnamiennes.
Le 2 janvier 2005, il est désigné comme chef d'État du gouvernement du Viêt Nam libre, une organisation anticommuniste basée à Little Saigon (Westminster, Californie).